# Виконт Аланбрук

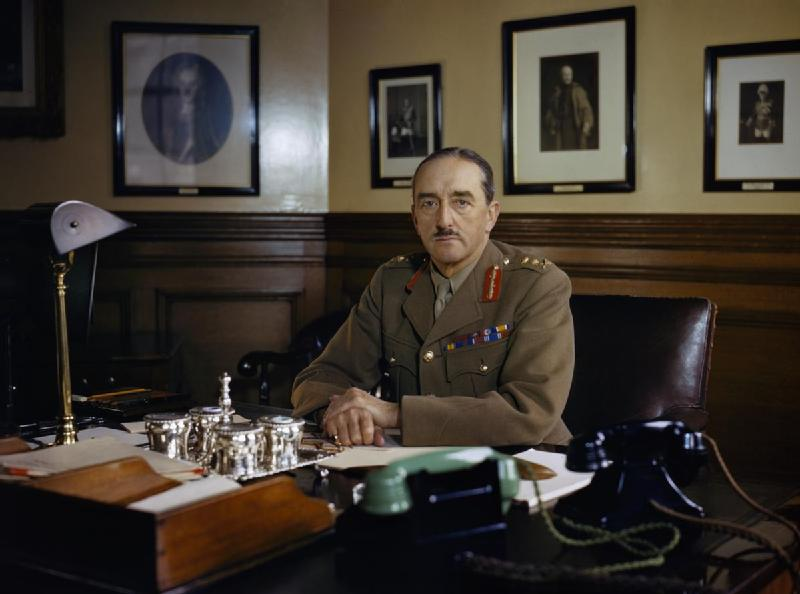
Алан Фрэнсис Брук, 1-й виконт Аланбрук

Виконт Аланбрук (англ. Viscount Alanbrooke) из Брукборо в графстве Фермана — угасший наследственный титул в системе Пэрства Соединённого королевства. Он был создан 29 января 1946 года для фельдмаршала Алана Брука, 1-го барона Аланбрука (1883—1963). 18 сентября 1945 года он уже получил титул барона Аланбрука из Брукборо в графстве Фермана (Пэрство Соединённого королевства). Алан Брук был шестым сыном Виктора Брука, 3-го баронета (1843—1891), и дядей сэра Бэзила Брука, 1-го виконта Брукборо (1888—1973), премьер-министра Северной Ирландии (1943—1963). В 1963 году фельдмаршалу лорда Аланбруку наследовал его старший сын Томас Брук, 2-й виконт Аланбрук (1920—1972), который не был женат и не имел детей. С 1972 года титул виконта носил его сводный брат, Алан Виктор Гарольд Брук, 3-й виконт Аланбрук (1932-2018). Лорд Аланбрук являлся родственником Алана Генри Брука, 3-го виконта Брукборо и 7-го баронета из Колбрука. Титул угас 10 января 2018 года, со смертью Алана Виктора Гарольда Брука, 3-го виконта Аланбрука.

## Виконты Аланбрук (1946—2018)
- 1946—1963: фельдмаршал Алан Фрэнсис Брук, 1-й виконт Аланбрук (23 июля 1883 — 17 июня 1963), шестой сын сэра Виктора Александра Брука, 3-го баронета (1843—1891);
- 1963—1972: Томас Брук, 2-й виконт Аланбрук (9 января 1920 — 19 декабря 1972), единственный сын предыдущего от первого брака;
- 1972—2018: капитан Алан Виктор Гарольд Брук, 3-й виконт Аланбрук (24 ноября 1932 — 10 января 2018), сводный брат предыдущего.

Титул угас.